# Плакальщица (Менандр)
«Плакальщица» — комедия древнегреческого драматурга Менандра (IV—III века до н. э.), текст которой сохранился фрагментарно в виде ряда цитат, приведённых другими позднеантичными авторами.
Буквальный перевод названия пьесы — «Женщина из Карии». Однако ещё Гегесихий отметил, что кариянок традиционно нанимали в качестве плакальщиц, а погребальные мелодии называли «карийскими». Исследователи полагают, что в этой комедии Менандра любовь молодых людей могла начаться со встречи на похоронах.